# Ashburn (Virginie)
Pour les articles homonymes, voir Ashburn.
Ashburn est une census-designated place située dans le comté de Loudoun en Virginie (États-Unis). Ashburn est à 48 km au nord-ouest de la capitale fédérale, Washington, et fait partie de l'aire urbaine de Washington.
Ashburn est située entre l'aéroport international de Washington-Dulles et Leesburg, le chef-lieu du comté de Loudoun.
En 2010, la population d'Ashburn est de 65 397 habitants.
Un entrepôt du National Transportation Safety Board contient une épave reconstituée du Boeing ayant explosé lors du vol 800 TWA.
Ashburn est connus pour héberger la plus grande densité de centre de données au monde (2021).